# Stalagtia thaleriana
Stalagtia thaleriana är en spindelart som beskrevs av Maria Chatzaki och Arnedo 2006. Stalagtia thaleriana ingår i släktet Stalagtia och familjen ringögonspindlar. Inga underarter finns listade i Catalogue of Life.